# Abril Jovem
Abril Jovem foi a divisão de publicações infanto-juvenis (história em quadrinhos, livro ilustrado etc...) da Editora Abril criada em 1989. Permaneceu como editora oficial de quadrinhos Disney no país até julho de 2018.

## Publicações de Quadrinhos Brasileiros
Abril é conhecida por ter sido a primeira editora a publicar os quadrinhos da Turma da Mônica, tendo iniciado com o gibi da Mônica em 1970, que diante do sucesso derivou outros gibis de personagens de Mauricio de Sousa ao longo dos anos como Cebolinha em 1973, Pelezinho em 1977 e Cascão e Chico Bento em 1982. Esses gibis permaneceram em publicação até 1986 (exceto Pelezinho que encerrou em 1982) quando Mauricio firmou contrato com a Editora Globo.
Além dos personagens de Mauricio de Sousa a editora foi responsável por publicar outras séries, algumas de personagens conhecidos de programas de TV como Turma do Lambe-Lambe, Os Trapalhões (anteriormente publicados pela Bloch Editores) e TV Colosso ou de celebridades como Gugu, Sérgio Mallandro (posteriormente continuado pela Globo), Faustão e Senninha (continuado pela Brainstore Editora), além do personagem televisivo Fofão de Orival Pessini.
Entre os anos 70 e 90 editora também chegou a publicar quadrinhos de outros desenhistas brasileiros conhecidos como Turma do Pererê (retorno desde o cancelamento brusco na editora Cruzeiro) e O Menino Maluquinho de Ziraldo (posteriormente migrando pra Globo nos anos 2000), Cacá e Sua Turma, Turma da Fofura, Gordo e Patrícia de Ely Barbosa, Sacarrolha de Primaggio Mantovi, Satanésio e Gabola de Ruy Perotti, Alegria de Waldyr Igayara de Souza, Andrea, a Repórter de Aluir Amâncio e Turma do Barulho de Jota & Sany. No começo da década de 2010 houve uma tentativa de lançar novos títulos nacionais como Garoto Vivo, UFFO - Uma Família Fora de Órbita, Gemini 8 e Meninos e Dragões, contudo os títulos não foram muito adiante.

## Publicações de Quadrinhos Extrangeiros
A primeira publicação de quadrinhos da editora Abril foi com a revista Raio Vermelho publicada em 1950 onde vinham histórias do distribuidor argentino Sudameris e algumas pequenas editoras americanas, sendo publicada até 1953.
Ainda em 1950 houve a estreia do do gibi O Pato Donald que se tornou conhecido por ser a primeira publicação da Disney na editora que posteriormente viria publicar vários outros títulos de quadrinhos e almanaques envolvendo os personagens de Walt Disney. Entre os outros títulos mais conhecidos publicados com personagens Disney pela Abril foram Mickey em 1952, Zé Carioca em 1961, Tio Patinhas em 1963, Almanaque Disney em 1970, Peninha e Pateta em 1982, Margarida em 1986, Urtigão em 1987 e Minnie em 2004. O contrato com a Disney se encerrou em 2018 e os quadrinhos foram transferidos pra editora novata Culturama.
Além da Disney a editora também foi responsável por publicar quadrinhos de personagens de Looney Tunes com títulos como Pernalonga ou Frajola e Piupiu nos anos 70 e 90. Quadrinhos da Hanna-Barbera nos anos 70 e 80 como Os Flintstones, Zé Colméia, Manda-Chuva e Scubidu (escrito nessa grafia em vez de Scooby-Doo). Além de continuar os quadrinhos Luluzinha e Bolinha, publicados anteriormente pela editora Cruzeiro, entre os anos 70 e 90. E entre outros personagens de conhecidos que ganharam títulos de destaque na editora ao longo das décadas estão A Pantera Cor-de-Rosa, Pica-Pau, Família Dinossauros, Barbie, Tom & Jerry, As Meninas Superpoderosas, O Laboratório de Dexter e Os Simpsons.